# Ryafår
Ryafår är en svensk utrotningshotad fårras som tillhör gruppen lantraser och härstammar från det nordiska kortsvansfåret. De har en lång, stark och glansig ull av ryatyp. Rasen är även känd för sina goda modersegenskaper och förmåga att finna föda i svår terräng.

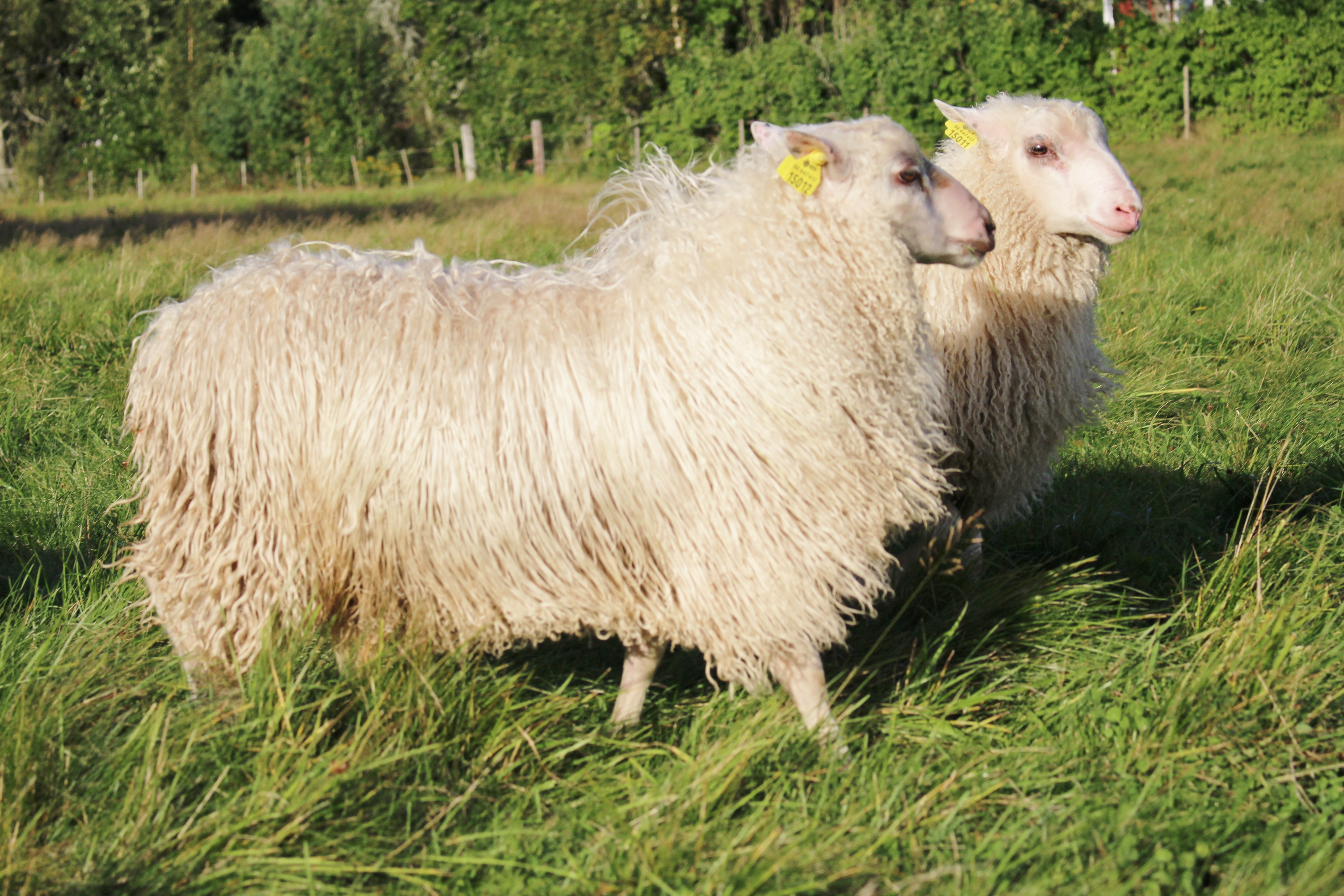
Vitt Ryafår. Bagglamm.

## Rasbeskrivning
Ryafåret är ett härdigt, medelstort får som ska ha god köttansättning och rikligt med ull. Svans, huvud och ben är ullfria och täcks med kort, blankt hår. Ullen är lång, stark och glansig men ändå mjuk och bildar knäbyxor på de ullfria benen. Ryafåret finns i färgerna vit, svart, brun och grå. Färgerna ska helst vara rena och utan vita tecken eller färgade fläckar.
Vuxenvikten för tackor ligger mellan 60 och 80 kg och för baggar mellan 70 och 100 kg.
Rasen kännetecknas av hög fruktsamhet med lätta lamningar, goda modersegenskaper och en god förmåga att fina föda i svår terräng. Lammen växer långsamt i likhet med de flesta lantraser.

## Ullen

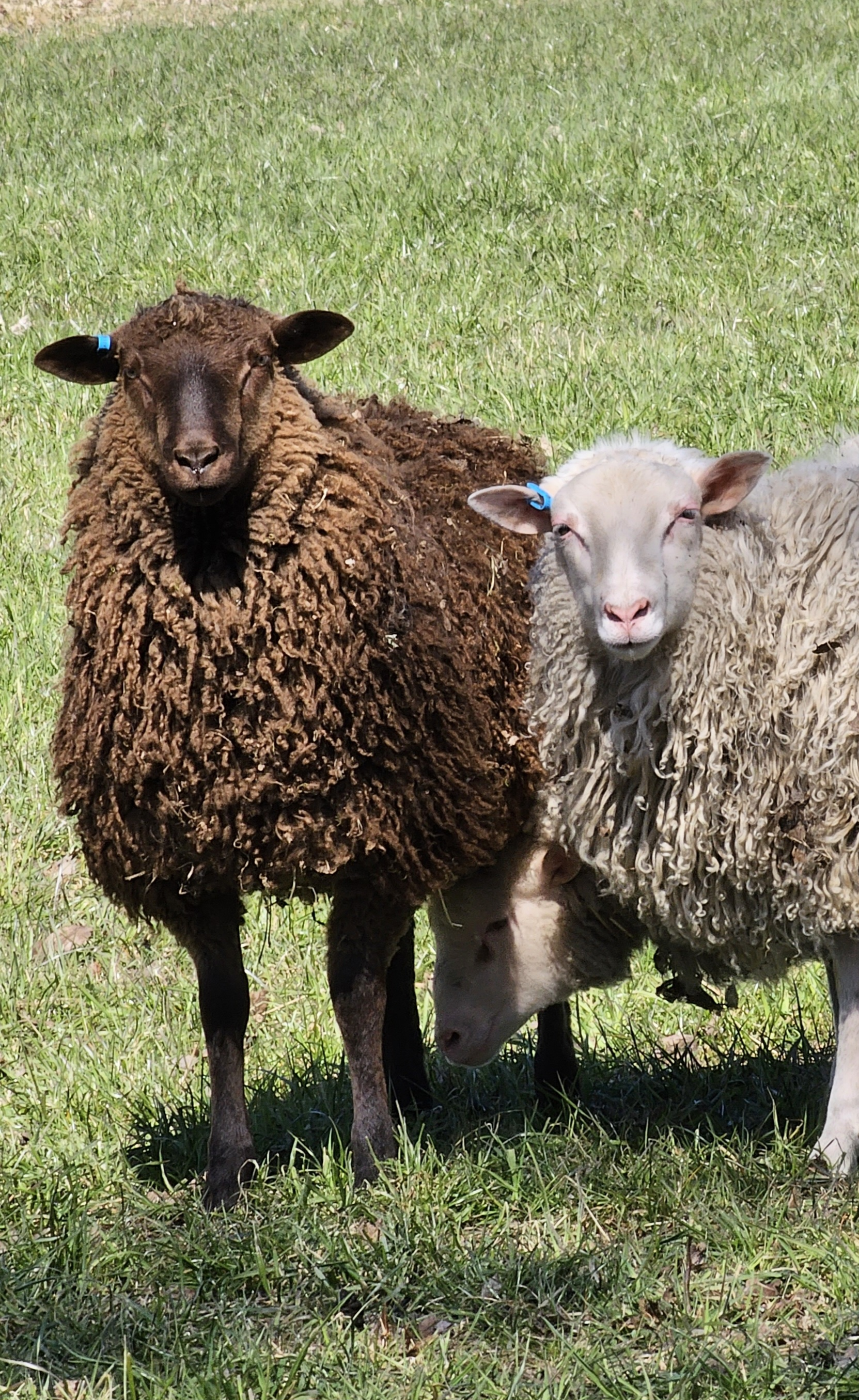
Brunt och vitt ryafår

Ryafårets ull har unika egenskaper som uppskattas av många, särskilt av konsthantverkare och i hemslöjdskretsar. Ullen är av hög kvalitet, ganska rak (0-3 vågor per 5 centimeter), stark och hållbar, men ändå mjuk. Den är lång (minst 15 cm vid 120 dagars ålder), har hög glans och god stapelbildning. Den består av en blandning av täckhår och bottenull. Förr delades de olika sorterna åt för att göra kläder som höll mot väta av täckhåren och kläder som var mjukare och värmde av bottenullen.
Ullen används ofta till konstvävnader, ryamattor och tyger.

## Bevarande och population

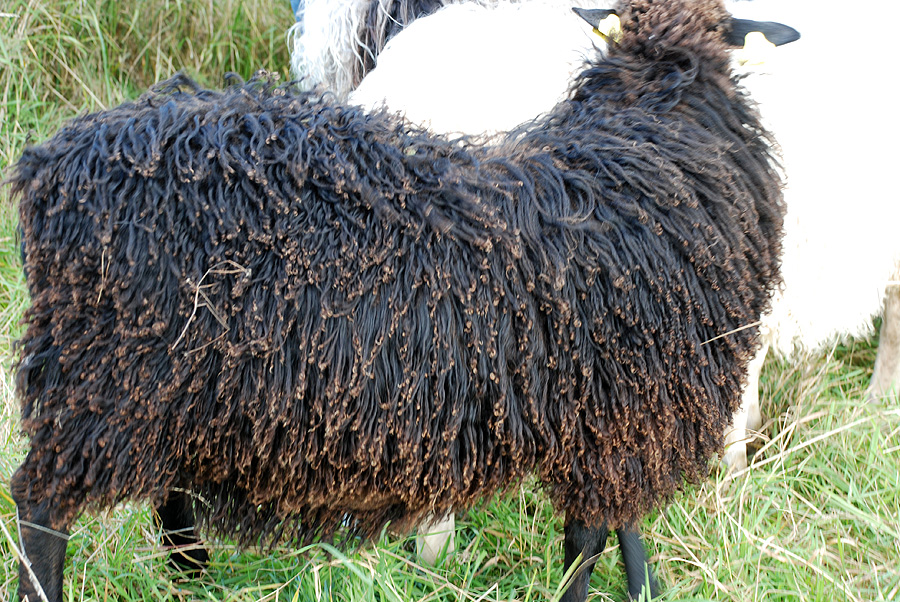
Ryafår.

2017 fanns det 54 besättningar, 72 baggar, 732 tackor och 1551 lamm registrerade i Elitlamm. Trenden är långsamt nedåtgående.
Ryan är utrotningshotad. 1978 bildades rasföreningen Föreningen Ryafåret. I avelsarbetet ingår en särskild mönstring av ryafåren och det tas ullprover på alla djur som ska användas i avelsarbete för att försäkra att ullens egenskaper behålls och förbättras.

## Historia
I början av 1900-talet då industrialismen slog igenom fick ryafåret svårt att konkurrera med andra ullproducerande fårraser. Men tack vare behovet av den lockiga och glansiga ullen till dalkullornas dräkter dog inte rasen ut helt.
När konstslöjdsintresset vaknade på nytt och den gamla allmogekulturen studerades, slogs utövarna av hur mycket vackrare och glansigare garn de gamla ryorna och flossamattorna hade. De sökte en ull som motsvarade den kvalitet som fanns i äldre tiders ryor och som tycktes saknas hos moderna lantraser. Drivande bakom återupptäckten av ryafåret var Axel Nilsson, chef för Röhsska museet. Han kom fram till att det i Norden måste ha funnits en gammal fårras som lämnade detta material, en ras vilken han för egen del var benägen att kalla stenåldersfåret.
1915 kom Axel Nilsson i kontakt med Emma Zorn i Mora, och med hennes hjälp kom han "stenåldersfåret" på spåren. Emma Zorn hade upptäckt att kullorna i Mora, Orsa och Gagnef hade ett bräm på sina skinntröjor som var gjort av ett vackert fårskinn. Hon misstänkte att det kom från den rasen som Axel Nilsson efterlyste.
Resan runt Dalarna påbörjades och de hittade rester av ryarasen i Skattungbyn och på Sollerön. Axel Nilsson konstaterade så fort han såg ullen att det var den han sökte, ullen med de långa glänsande täckhåren som skänkt gamla ryamattor deras glans. 15 tackor valdes ut och köptes. De placerades hos göteborgsfamiljen Mannheimer där Maria Mannheimer räddade rasen från utrotning genom lyckosamt avelsarbete. Bevarandearbetet följdes sedan upp av makarna Wåhlstedt på 1920-talet. Snart tog också Svenska Fåravelsföreningen hand om rasen och upprättade en riksstambok. 1978 bildades rasföreningen.